# NGC 5960
NGC 5960 ist eine 14,3 mag helle spiralförmige Radiogalaxie vom Hubble-Typ Sbc im Sternbild Schlange nördlich des Himmelsäquators. Sie ist schätzungsweise 533 Millionen Lichtjahre von der Milchstraße entfernt und hat einen Durchmesser von etwa 110.000 Lichtjahren.

Im selben Himmelsareal befinden sich u. a. die Galaxien NGC 5952, NGC 5955, NGC 5964. 
Das Objekt wurde am 12. April 1864 von Albert Marth entdeckt.